# Hartmut Nolte
Hartmut Nolte (* 25. Juni 1947 in Bottrop) ist ein deutscher Schauspieler und Theaterleiter.

## Leben
Nolte machte zunächst eine Managementausbildung bei der Friedrich Krupp AG in Essen.
Nach seiner Berufsausbildung in Essen ging er nach München, um dort eine private Schauspielausbildung an Uta Emmers Modernem Theater in der Münchener Hans-Sachs-Straße zu absolvieren, in den Räumlichkeiten, wo sich heute die Ausbildungsstätte TheaterRaum München von Heiko Dietz befindet. Dort spielte er 1974 an der Seite von Birgit Zamulo und Michael Kroecher in Christoph Roethels Stück Die Reise nach Chine ... oder über die Schwierigkeit sich auszudrücken. Zamulo spielte ihre Rolle nackt mit kahlgeschorenem Schädel, wodurch das Stück Furore machte. Es folgten Auftritte an Theatern in München, Bregenz, Remscheid, Düsseldorf, Hannover und in Wien. Es folgten Tätigkeiten als Regieassistent bei Michael Hinz und Jean-Louis Barrault. 1974 gründete er in München das Theater über dem Landtag in der Maria-Theresia-Straße, das er bis 1989 leitete.
1990 ging er nach Irland. Dort lehrte er am Department of Germanic Studies und am Samuel-Beckett-Centre des Trinity Colleges in Dublin. Parallel arbeitete er als Doktorand an seiner Ph.D.-Arbeit mit dem Titel Exil in Horváth‘s Leben und Werk. Nach einem mehrjährigen Auslandsaufenthalt in der Karibik, kehrte er 2002 nach Europa zurück und arbeitete als Schultheaterreferent in Bottrop. Während dieser Zeit trat er mehrfach in Hauptrollen in München auf.
2010 ging er nach Österreich und gründete mit der Schauspielerin und Dramaturgin Karin Pettenburger das Moderne Theater Wien, das beide gemeinsam leiten.

## Filmografie
- 1984: Deutschlandlied (Regie: Ernst Witzel)
- 1985: „Rolf 'Skinny' Teuber“ in Das Haus im Wald (Episode der TV-Serie Tatort; Regie: Peter Adam)
- 1986: „Regisseur“ in Reschkes großer Dreh (TV-Jugendserie; Regie: Reinhard Schwabenitzky)
- 1987: „Mitglied der Sicherungsgruppe“ in Gambit (TV-Film; Regie: Peter F. Bringmann)
- 1987: Der Tod des Schiffers (Episode der TV-Serie Hafendetektiv; Regie: Peter Adam)
- 1988: „Harry Dohme“ in Drücker (Episode der TV-Serie Der Fahnder; Regie: Peter Adam)
- 1989: Der Pott (Episode der TV-Serie Tatort; Regie: Karin Hercher)
- 1988: Fegefeuer oder die Reise ins Zuchthaus (Regie: Wilhelm Hengstler)